# 参窝水库
参窝水库位于中国辽宁省辽阳市弓长岭区，地处辽阳与本溪市的中间，是以防洪、灌溉、工业供水为主，兼有发电功能的大（二）型水库。